# Camélia Jordana
Camélia Jordana, (Toulon, 1992. szeptember 15. –) César-díjas francia-algériai popénekesnő, színésznő. A Nouvelle Star című televíziós műsor francia változatában 2009-ben szerzett hírnevet, ahol harmadik lett. 2013 óta számos francia filmben szerepelt.

## Pályafutása
Jordana 1992. szeptember 15-én született Toulonban. Algériai bevándorlók unokája. Apja Hachemi berber kabil származású, anyja, Zélihka pedig oráni arab. Jordana La Londe-les-Maures-ban nőtt fel nővérével és öccsével. Tizenhat évesen szerepelt a Nouvelle Star hetedik évadjában Marseille-ben, és sikerült meggyőznie a zsűrit Louis Armstrong „What a Wonderful World” című dalával. A harmadik helyen végzett. Lemezszerződést írt alá a Sony Music Entertainmenttel, és 2010-ben kiadta debütáló albumát. A lemezből az első héten 10 169 példányban kelt el, és sikerült bekerülnie a francia SNEP-lista 9. helyére.
Bár Jordana debütáló kislemeze, a „Non Non Non (Écouter Barbara)” csak letölthető kislemezként jelent meg Franciaországban, a 3. helyezést érte el a digitális lemezlistán, Belgiumban a 3., Svájcban pedig a 48. helyen szerepelt.
A 2021-es Cannes-i Filmfesztiválon a Semaine de la Critique szekció zsűritagja volt. 2024-ben a tunéziai-amerikai énekes, Emel Mathlouthi MRA című albumán elénekelte a „Mazel” című dalt. 2015. november 27-én Jordana Nolwenn Leroy-jal és Yael Naimmal együtt részt vett a 2015. novemberi párizsi merényletek áldozatainak nemzeti emléknapján, és azon elénekelte Jacques Brel „Quand on n'a que l'amour” című dalát. 2024 júniusában Jordana aláírt egy Emmanuel Macron francia elnöknek címzett petíciót, amelyben azt követelte, hogy Franciaország hivatalosan is ismerje el Palesztina államot.

## Albumok
- 2010: Camélia Jordana
- 2014: Dans la peau
- 2018: Lost
- 2021: Facile x Fragile
- 2021: Sorøre (avec Amel Bent et Vitaa)

## Filmek
(válogatás)
- 2012: La stratégie de la poussette
- 2014: Bird People
- 2015: Nous trois ou rien
- 2016: La fine équipe
- 2017: Cherchez la femme
- 2017: Le brio
- 2018: Chacun pour tous
- 2019: Curiosa
- 2019: Soeurs d’armes
- 2019: La nuit venue
- 2020: Les choses qu’on dit, les choses qu’on fait
- 2020: Parents d’élèves
- 2022: Vous n’aurez pas ma haine
- 2023: Avant que les flammes ne s’éteignent
- 2023: Irresistible (tévésorozat)

## Díjak
- 2018: César-díj a legígéretesebb fiatal színésznőnek
- 2019: Victory of the album of traditional musics or musics of the world (LOST)